# Isaac Dashiell Jones
Isaac Dashiell Jones (* 1. November 1806 im Somerset County, Maryland; † 5. Juli 1893 in Baltimore, Maryland) war ein US-amerikanischer Politiker. Zwischen 1841 und 1843 vertrat er den Bundesstaat Maryland im US-Repräsentantenhaus.

## Werdegang
Isaac Jones besuchte die Washington Academy im Somerset County. Nach einem anschließenden Jurastudium und seiner Zulassung als Rechtsanwalt begann er in Princess Anne in diesem Beruf zu arbeiten. Gleichzeitig schlug er eine politische Laufbahn ein. Mitte der 1830er Jahre schloss er sich der damals gegründeten Whig Party an. In den Jahren 1832, 1835 und 1840 saß er im Abgeordnetenhaus von Maryland.
Bei den Kongresswahlen des Jahres 1840 wurde Jones im ersten Wahlbezirk von Maryland in das US-Repräsentantenhaus in Washington, D.C. gewählt, wo er am 4. März 1841 die Nachfolge von John Dennis antrat. Bis zum 3. März 1843 konnte er eine Legislaturperiode im Kongress absolvieren. Diese Zeit war von den Spannungen zwischen Präsident John Tyler und den Whigs geprägt. Außerdem wurde damals bereits über eine mögliche Annexion der seit 1836 von Mexiko unabhängigen Republik Texas diskutiert.
Nach der Auflösung seiner Partei wurde Jones Mitglied der Demokraten. 1864 war er Delegierter auf deren regionalem Parteitag in Maryland. In den Jahren 1864 und 1867 war er Delegierter auf Versammlungen zur Überarbeitung der Verfassung von Maryland. 1866 war er noch einmal Abgeordneter im Staatsparlament; im Jahr darauf wurde er Attorney General seines Staates. 1877 wurde er zum Richter am Court of Arbitration in Baltimore gewählt. Ab 1867 war er bis zu seinem Tod auch Leiter der Gehörlosenschule von Maryland in Frederick. Seit 1872 leitete er zudem die Maryland School for the Colored Blind and Deaf in Baltimore. In dieser Stadt ist Isaac Jones am 5. Juli 1893 auch verstorben.